# Dowództwo armii Cesarstwa Austriackiego w latach 1848–1867
Dowództwo Armii Cesarstwa Austriackiego w latach 1848-1867
13 marca 1848 wybuchły w Wiedniu rozruchy. Wymusiły one między innymi zmianę koncepcji sprawowania rządów na system gabinetowy. 17 marca utworzono rząd, w którym stanowisko ministra wojny nie zostało obsadzone. Dokonano tego 2 kwietnia - w tym dniu cesarz Ferdynand I mianował pierwszego w dziejach państwa ministra wojny - feldmarszałka Petera Zaniniego. Równocześnie, tworząc Ministerstwo Wojny, 11 maja zlikwidowano Nadworną Radę Wojenną, istniejącą od 1556.
W maju utworzono również na Węgrzech utworzono Ministerstwo Wojny, co spowodowało chaos kompetencyjny - w jednych sprawach jednostki podlegały węgierskiemu, a w innych sprawach austriackiemu ministerstwu Wojny (w zależności od dyslokacji).
Sprawę kompetencji rozwiązał cesarz, ogłaszając w październiku 1848 stan oblężenia na Węgrzech, i przekazując całą władzę banowi Josipowi Jelačicowi.

## Pierwsza reorganizacja
2 grudnia 1848 władzę w Austrii i na Węgrzech objął Franciszek Józef I. W konstytucji marcowej i późniejszych rozporządzeniach otrzymał on tytuł der Oberste Kriegsherr i wyłączne prawo decydowania o dyslokacji oddziałów, regulaminach wojskowych, sprawach personalnych, dysponowaniu materiałami wojennymi i budowie twierdz. Powołał on do pomocy Centralną Kancelarię Wojskową. W październiku 1849 cesarz przekazał naczelnikowi Kancelarii uprawnienia dotyczące spraw personalnych i regulaminów, ponadto naczelnik Kancelarii otrzymał tytuł pierwszego generalnego adiutanta Jego Wysokości i armii. Sprawy logistyczno-operacyjne przekazano Generalnemu Kwatermistrzowi, a administracyjne - Ministerstwu Wojny. Centralna Kancelaria Wojskowa wraz ze Sztabem Generalnego Kwatermistrza utworzyły Najwyższe Naczelne Dowództwo Armii (Armeeoberkommando), kierowane przez pierwszego generała adiutanta. Generał adiutant uzyskał prawo kontrasygnowania rozporządzeń cesarza w sprawach wojskowych, prawo zastępowania cesarza podczas konferencji wojskowych oraz prezentowania spraw wojskowych na konferencjach ministrów. W związku z tym Ministerstwo Wojny, zajmujące się jedynie sprawami administracyjnymi, utraciło nawet swoje szczątkowe kompetencje, i w 1853 zostało zlikwidowane. Na jego miejsce utworzono Sekcję Administracyjną Głównego Dowództwa Armii.
W 1854 utworzono dla arcyksięcia Wilhelma stanowisko przewodniczącego konferencji szefów sekcji Naczelnego Dowództwa Armii, a w 1857 mianowano go szefem Naczelnego Dowództwa Armii, pozostawiając jednak również wszystkie kompetencje generalnemu adiutantowi, którym od początku panowania Franciszka Józefa był hr. Karl Ludwig von Grünne. W roku tym Naczelne Dowództwo liczyło 27 wydziałów, 8 sekcji i 4 dyrekcje generalne.
Zupełna indolencja Naczelnego Dowództwa została obnażona podczas wojny francusko-austriackiej w 1859. Nastąpiło zupełne załamanie dowodzenia, w związku z czym cesarz przekazał dowództwo arcyksięciu Albrechtowi i baronowi Heinrichowi von Hess, a Centralną Kancelarię Wojskową odesłał do Wiednia. W październiku zmuszono do dymisji gen. Grünne.
Podobna sytuacja panowała w marynarce wojennej Austrii, gdzie działało Ministerstwo Marynarki Wojennej, Dowództwo Marynarki (od 1857 w Mediolanie) i wpływowa admiralicja portu w Pula.

## Reforma dowództwa
W 1859 zniesiono Centralną Kancelarię Wojskową, a jej służby włączono do Generalnej Adiutantury. Sama Adiutantura pozostała jednak jedynie pośrednikiem pomiędzy cesarzem a głównym dowództwem armii. 10 listopada 1860 zlikwidowano Główne Dowództwo Armii i powołano powtórnie Ministerstwo Wojny. Pierwszym rzeczywistym ministrem wojny został hrabia August Degenfeld-Schönburg, następnym był Karl Frank.
Przegrana wojna z Prusami ukazała jednak niedoskonałości dowodzenia. Dlatego też rozpoczęto przygotowania do kolejnej reformy. Wspierali ją kolejni ministrowie wojny: baron von John i baron Franz Kuhn von Kuhnenfeld, arcyksiążę Albrecht Fryderyk Habsburg, szef kancelarii wojskowej cesarza płk Friedrich Ritter von Beck i admirał Wilhelm von Tegetthoff.

## Armia Austro-Węgier
W marcu 1867 władze węgierskie przez hrabiego Gyulę Andrássy'ego zażądały, w zamian za zgodę na połączenie z Austrią i powszechną służbę wojskową, całkowitego rozdzielenia sił zbrojnych, lub też pozostawienia wspólnej armii, ale wraz z utworzeniem dodatkowej armii - Honvedu, zależnej tylko od rządu węgierskiego. Franciszek Józef wyraził zgodę na drugie rozwiązanie i 12 czerwca 1867 zatwierdził ugodę z Węgrami.
Powstały: wspólna armia (k. und k. Heer), wspólna marynarka wojenna, oraz rozdzielne Obrony Krajowe: k.k. Landwehr i Magyar Királyi Honvédség.
W grudniu 1867 utworzono c.k. Ministerstwo Wojny (k. u. k. Reichskriegsministerium), w 1868 powstało w Austrii Ministerstwo Obrony Kraju (k.k. Ministerium für Landesverteidigung) i na Węgrzech Ministerstwo Obrony Krajowej.

## Literatura
- Jan Rydel - "W służbie cesarza i króla", Kraków 2001, ISBN 83-7188-235-1